# Ana María Vela Rubio
Ana María Vela Rubio, född 29 oktober 1901 i Puente Genil i Andalusien, Spanien, död 15 december 2017 i Barcelona, var en spansk kvinna som blev 116 år och 47 dagar gammal. Hon var världens tredje äldsta levande person efter japanskorna Nabi Tajima och Chiyo Miyako. Hon var även den äldsta spanjoren någonsin, den näst äldsta europeiska personen någonsin efter italienskan Emma Morano (om man inte räknar med fransyskan Jeanne Calment som troligen inte blev 122 år gammal som hon påstått) och sedan Moranos död den 15 april 2017 Europas äldsta levande person, och den näst yngsta av endast 16 fullt verifierade personer som levt till minst 116 års ålder (innan italienskan Giuseppina Projetto, som blev Europas äldsta levande person efter hennes död, blev den 17:e personen som blev 116 år gammal och avled 116 år och 37 dagar gammal den 6 juli 2018).